# Горњи Кнегинец
Горњи Кнегинец је насељено место и седиште општине у Вараждинској жупанији, Хрватска. До територијалне реорганизације у Хрватској налазио се у саставу бивше велике општине Вараждин.

## Становништво
На попису становништва 2011. године, општина Горњи Кнегинец је имала 5.349 становника, од чега у самом Горњем Кнегинцу 1.637.

## Попис1991.
На попису становништва 1991. године, насељено место Горњи Кнегинец је имало 1.597 становника, следећег националног састава:
| Попис 1991.‍   | Попис 1991.‍  | Попис 1991.‍ | Попис 1991.‍ | Попис 1991.‍ |
| ------------- | ------------ | ----------- | ----------- | ----------- |
|               |              |             |             |             |
| Хрвати        | Хрвати       |             | 1.569       | 98,24%      |
| Срби          | Срби         |             | 5           | 0,31%       |
| Мађари        | Мађари       |             | 4           | 0,25%       |
| Југословени   | Југословени  |             | 1           | 0,06%       |
| Муслимани     | Муслимани    |             | 1           | 0,06%       |
| Немци         | Немци        |             | 1           | 0,06%       |
| остали        | остали       |             | 1           | 0,06%       |
| неопредељени  | неопредељени |             | 4           | 0,25%       |
| непознато     | непознато    |             | 11          | 0,68%       |
| укупно: 1.597 |              |             |             |             |